# 푸바오와 할부지

《푸바오와 할부지》는 SBS TV의 동물 전문 예능 프로그램이다.

## 기획 의도
전국민의 사랑을 받은 판다 푸바오와 강철원 사육사의 만남과 이별을 관찰하는 토크 프로그램

## 진행자
- 전현무, 장도연, 강철원 사육사

## 방송시간
| 방송 채널 | 방송 기간                           | 방송 시간                   | 방송 분량  |
| --------- | ----------------------------------- | --------------------------- | ---------- |
| SBS TV    | 2023년 11월 23일 ~ 2023년 12월 14일 | 매주 목요일 9:05 ~ 10:30    | 1시간 30분 |
| SBS TV    | 2023년 12월 31일                    | 일요일 밤 11:20 ~ 12:50     | 1시간 30분 |
| SBS TV    | 2023년 3월 2일                      | 토요일 저녁 8:35 ~ 밤 10:00 | 1시간 25분 |
| SBS TV    | 2024 4월 2일                        | 화요일 밤 10:20 ~ 12:00     | 1시간 40분 |

## 같이 보기
- 애완동물
- 푸바오

## 동일 소재 프로그램
- 우리말 겨루기 (KBS 교양운영팀 제작)
- 가족오락관, 상상오락관, 옥탑방의 문제아들 (KBS 예능운영팀 제작)
- 동물의 왕국, 동물의 세계, 동물극장 단짝 (KBS 1TV)
- 주주클럽, 슈퍼독, 단짝, 은밀하고 위대한 동물의 사생활, 개는 훌륭하다, 동물은 훌륭하다, 나는 아픈 개와 산다, 펫 비타민 (KBS 2TV)
- 동물일기, 야옹멍멍 귀여워, 세상에 나쁜 개는 없다, 고양이를 부탁해, 아기 동물 귀여워, 펫하트, 극한 직업 (EBS 1TV)
- 세계의 비밀 수호대 번개맨 (EBS 2TV)
- 타타와 쿠마 (EBS·5BRICKS 공동 제작)
- 와우! 동물천하, 애니멀즈, 하하랜드, 오래봐도 예쁘다, 2020 추석특집 아이돌 멍멍 선수권대회, 심장이 뛴다 38.5 (MBC TV)
- TV 동물농장, 어쩌다 마주친 그 개, 생활의 달인, 펫미픽미, 더솔져스, 검은 양 게임 (SBS TV)
- 마리와 나, 그랜드 부다개스트, 우리집 막내극장 (JTBC)
- 기막힌 동물원, 우리집에 해피가 왔다 (MBN)
- 동고동락, 개먼드라마 파트라슈 (TV조선)
- 대화가 필요한 개냥, 냐옹은 페이크다, 캣츠 앤 독스, 슬기로운 의사생활, 슬기로운 의사생활 시즌2, 해치지 않아, 해치지 않아 X 스우파, 슈퍼액션 (tvN)
- 펫토리얼리스트 (온스타일)
- 이 주의 책 (cpbc FM)
- 개별방송, 식빵 굽는 고양이, 잘살아보시개, 오 마이 펫, 여자친구! 강아지를 부탁해, 펫 닥터스 (skyPetpark)
- 상상고양이 (MBC 에브리원)
- 달려라 댕댕이 (MBC 에브리원, MBC 스포츠플러스 공동 제작)
- 펫츠고! 댕댕트립 (SBS 플러스)
- 소나무의 펫하우스 (SBS M)
- 라디오 북클럽, 주말하이킥 이윤석입니다 (MBC 표준FM)
- 개밥 주는 남자, 너는 내 운명, 서민갑부 (채널A)
- 천재! 시무라 동물원 (日 NTV)
- 도그 위스퍼러 (美 NGC채널)
- 지옥에서 온 고양이 (美 애니멀 플래닛)
- 개과천선 아메리카 (영국 채널 4, Sky One)

## 특이 사항
- 2023년 12월 31일, 이 해 SBS 연기대상이 이례적으로 12월 29일 개최 최종 확정으로 2023년 12월 31일 밤 11시 20분에 앙코르 편성이 확정되었다. 앙코르 편성 프로그램이 밤 12시 50분까지 방송되어 있어 방송 중 새해 전야 카운트다운 편성을 하지 않는 대신 현대자동차 광고 스폰서로 새해 전야 카운트다운이 진행된다.[2]